# Larisa Udodova
Larisa Udodova (* 12. Juli 1973) ist eine ehemalige usbekische Freestyle-Skierin. Sie startete in der Buckelpisten-Disziplin Moguls.

## Werdegang
Udodova trat international erstmals bei den Internationalen Jugendmeisterschaften 1990 am Pyhätunturi in Erscheinung, wobei sie den siebten Platz im Moguls errang. Im Februar 1991 nahm sie in Skole erstmals am Weltcup teil und erreichte mit dem sechsten Platz auf der Buckelpiste ihre beste Platzierung in dieser Wettbewerbsserie. In den folgenden Jahren belegte sie bei den Olympischen Winterspielen 1992 in Albertville den 23. Platz und bei den Weltmeisterschaften 1993 in Altenmarkt-Zauchensee den 20. Rang. In der Saison 1993/94 fuhr sie bei den Olympischen Winterspielen 1994 in Lillehammer auf den 21. Platz und startete in Meiringen-Hasliberg letztmals im Weltcup, wobei sie den 23. Platz errang.

## Teilnahmen an Weltmeisterschaften und Olympischen Winterspielen

### Olympische Spiele
- 1992 Albertville: 23. Platz Moguls
- 1994 Lillehammer: 21. Platz Moguls

### Weltmeisterschaften
- 1993 Altenmarkt: 20. Platz Moguls

## Weltcup-Gesamtplatzierungen
| Saison  | Gesamt | Gesamt | Moguls | Moguls |
| Saison  | Punkte | Platz  | Punkte | Platz  |
| ------- | ------ | ------ | ------ | ------ |
| 1990/91 | 1      | 56.    | 7      | 18.    |
| 1992/93 | 16     | 66.    | 144    | 28.    |
| 1993/94 | 26     | 68.    | 204    | 26.    |